# Lina Seitzl

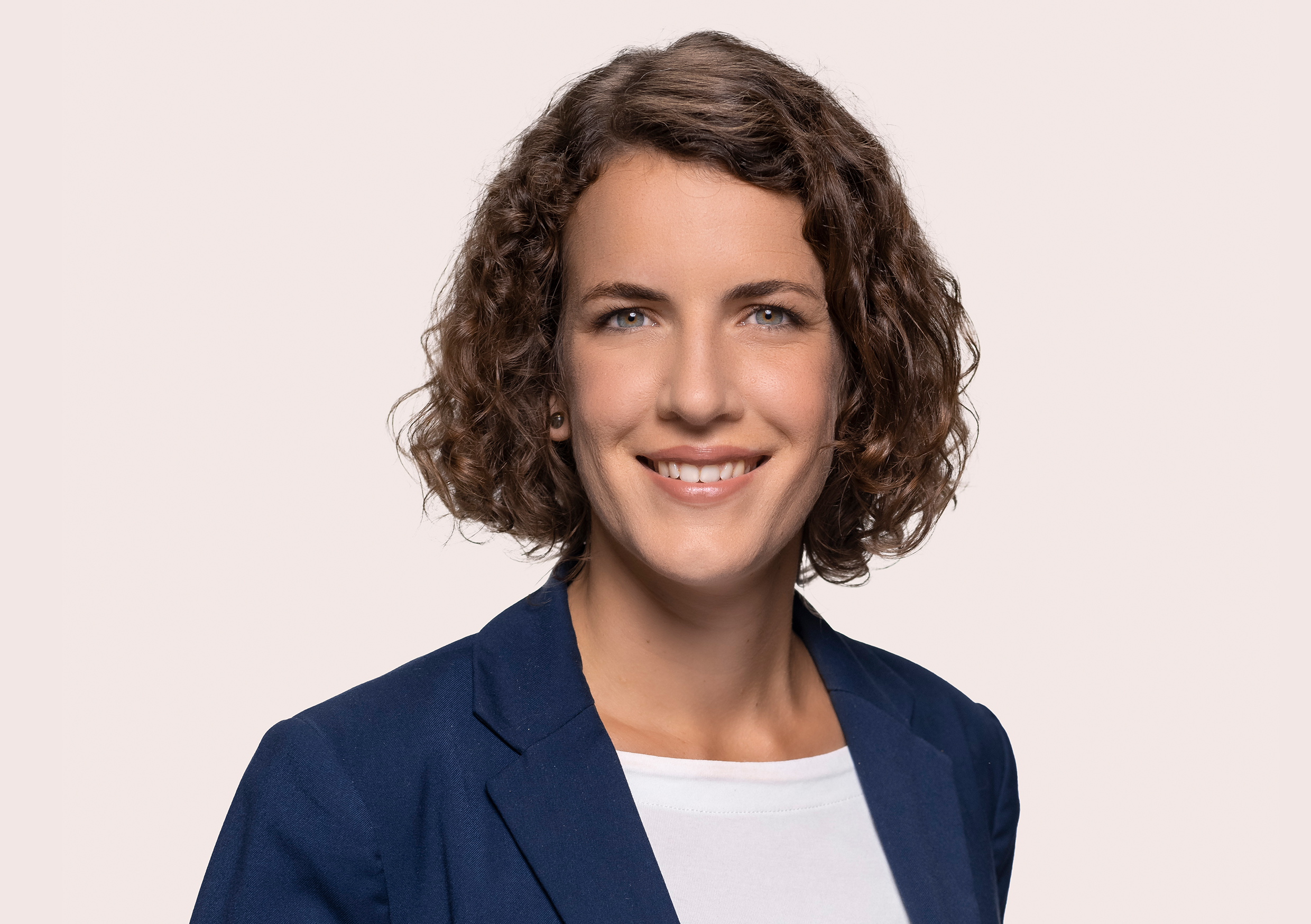
Lina Seitzl, 2021

Lina Seitzl (* 3. Juni 1989 in Lörrach) ist eine deutsche Politikerin (SPD) und seit 2021 Mitglied des Deutschen Bundestages.

## Leben
Seitzl wuchs in der Ortenau auf, wo sie 2008 ihr Abitur am Klostergymnasium Unserer Lieben Frau in Offenburg ablegte. Während ihrer Schulzeit verbrachte sie ein Auslandsjahr in Kaustinen (Finnland). Seitzl studierte von 2009 bis 2015 an der Universität Konstanz und an der Science Po in Paris Politik- und Verwaltungswissenschaft. Ihr Studium wurde durch die Friedrich-Ebert-Stiftung gefördert.
Zwischen 2015 und 2020 arbeitete Seitzl als wissenschaftliche Mitarbeiterin am Lehrstuhl für Vergleichende Politische Ökonomie an der Universität St. Gallen. 2019 verbrachte sie im Rahmen ihrer Dissertation einen Forschungsaufenthalt an der Boston University. Außerdem war sie 2019 Research Consultant bei der OECD im Projekt „Strengthening the Governance of Skills Systems“. 2021 schloss sie ihre Dissertation in Staatswissenschaften (Dr. publ.) an der Universität St. Gallen ab.
Lina Seitzl ist Mitglied bei der Gewerkschaft ver.di und im Kuratorium des Deutschen Studierendenwerks. Seit 2022 ist sie ehrenamtliche Vorsitzende der Evangelischen Familienerholung im Evangelischen Werk für Diakonie und Entwicklung e. V.
Seitzl ist verheiratet und Mutter einer Tochter.

## Politik

### Partei
Seitzl ist seit 2008 Mitglied der Sozialdemokratischen Partei Deutschlands. Sie ist Mitglied im Landesvorstand der SPD Baden-Württemberg, stellvertretende Vorsitzende der Antragskommission der Landes-SPD und seit 2022 Co-Vorsitzende des SPD-Kreisverbandes Konstanz. Seitzl ist seit 2019 Kreisrätin im Landkreis Konstanz und kultur- und schulpolitische Sprecherin ihrer Fraktion. Als Kreisrätin ist sie außerdem Mitglied des Jobcenter-Beirats im Landkreis Konstanz.

### Abgeordnete
Bei der Bundestagswahl 2021 wurde sie über Platz 15 der Landesliste Baden-Württemberg in den Deutschen Bundestag gewählt.
Lina Seitzl ist stellvertretende Vorsitzende des Ausschusses für Bildung, Forschung und Technikfolgenabschätzung. Außerdem ist sie ordentliches Mitglied im Ausschuss für Umwelt, Naturschutz, nukleare Sicherheit und Verbraucherschutz des Bundestages. Darüber hinaus ist sie stellvertretendes Mitglied im Wirtschaftsausschuss und im Unterausschuss Globale Gesundheit.
Für die Bundestagswahl 2025 wurde Seitzl im September 2024 von ihrer Partei als Kandidatin für den Bundestagswahlkreis Konstanz nominiert und zog erneut über die Landesliste in den Bundestag ein.
Seitzl gehört der deutschen Delegation in der Deutsch-Französischen Parlamentarischen Versammlung an und ist stellvertretende Vorsitzende der Deutsch-Schweizerischen Parlamentariergruppe.